# Stalag IV-F
Il campo di lavoro di Hartmannsdorf (detto anche Stalag IV-F o Stammlager IV-F) presso Hartmannsdorf, in Sassonia, fu un luogo di lavoro forzato esistito dal 1941 al 1945 in Germania.

## Storia
Aperto nel febbraio del 1941, il campo contava al 13 maggio di quello stesso anno 18.000 prigionieri di guerra, dei quali 15.000 francesi, 1000 belgi e 2000 serbi. La maggior parte di questi prigionieri di guerra proveniva dalla Francia a seguito della battaglia di Francia, mentre il grosso degli inglesi proveniva dalla campagna del Nordafrica. Il campo aveva le funzioni di campo di lavoro forzato e di conseguenza molti prigionieri vennero assegnati alle industrie locali. Al 28 marzo 1942 erano presenti in tutto 21.825 prigionieri di guerra, dei quali la maggior parte erano francesi, mentre 304 erano i belgi, i serbi ed i russi. Il campo venne liberato dalle forze americane il 14 aprile 1945 dalla 4ª divisione corazzata e dalla 76ª divisione di fanteria americane.